# Беседас
Беседас (ісп. Becedas) — муніципалітет в Іспанії, у складі автономної спільноти Кастилія-і-Леон, у провінції Авіла. Населення — 286 осіб (2010).
Муніципалітет розташований на відстані близько 160 км на захід від Мадрида, 85 км на захід від Авіли.
На території муніципалітету розташовані такі населені пункти: (дані про населення за 2010 рік)
- Беседас: 250 осіб
- Паласіос-де-Беседас: 36 осіб

## Демографія
Динаміка населення (INE ):